# Palác Srbska

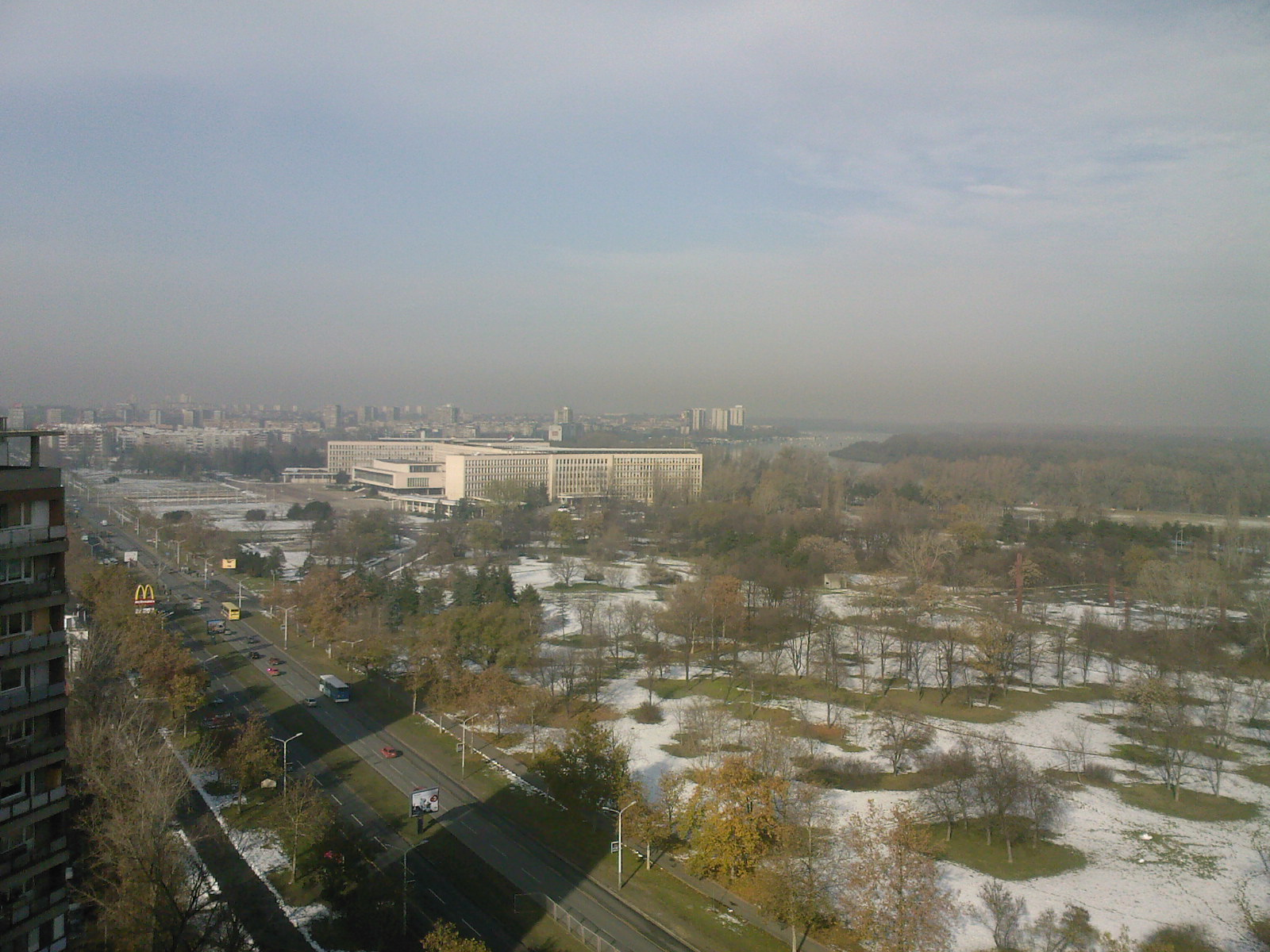
Palata Srbije

Palác Srbska (srbsky Палата Србије/Palata Srbije), známý dříve také jako Palác Federace (srbsky Палата Федерације/Palata Federacije) a oficiálním názvem budova Svazové výkonné rady (SIV) je rozsáhlá vládní budova, která se nachází v Novém Bělehradě, mezi bulvárem Mihaila Pupina bulvárem Nikoly Tesly. Palác byl postaven v roce 1959 pro potřeby tehdejší federální vlády, tj. Svazové výkonné rady. Budova byla oficiálně dokončena v roce 1961 u příležitosti první konference hlav států a vlád Hnutí nezúčastněných zemí v Bělehradě. Historie budovy, která byla původně sídlem předsednictva vlády Jugoslávské federální lidové republiky, a nakonec sídlem Svazové výkonné rady, do jisté míry dokládá komplikovanost vládnoucích politických, kulturních a sociálních vztahů v bývalé Jugoslávii.
Myšlenka výstavby nového sídla jako jedné z nejdůležitějších státních budov v letech bezprostředně po druhé světové válce se shoduje se začátkem výstavby nového sídliště na levém břehu Sávy, které mělo převzít roli hlavního města nového socialistického státu. Na základě podmínek soutěže vyhlášené v roce 1947 byl palác chápán nejen jako architektonicky významná stavba, ale také jako významný urbanistický projekt celého budoucího Nového Bělehradu.
V období od roku 1992 do roku 2003 byla budova sídlem vlády Svazové republiky Jugoslávie, a od roku 2003 do roku 2006 sídlem Rady ministrů Státní unie Srbska a Černá Hory. V této budově měl ve své době až do konce 70. let svoji kancelář současně prezident SFRJ, Josip Broz Tito, předsedové předsednictví SFRJ, předsedové Svazové republiky Jugoslávie a jediný prezident Státní unie Srbska a Černé Hory, Svetozar Marović. Po rozpadu unie Srbska a Černé Hory v květnu roku 2006 budova přešla do správy srbské vlády.
Po prezidentských volbách v roce 2017 bylo oznámeno, že se tato budova může stát novým sídlem úřadu srbského prezidenta, zatímco by se současné sídlo srbské vlády na Andrićevom vencu mohlo sloužit jako muzeum.

## Název
Budova byla po své výstavbě pojmenována Palác Federace, ale byla hovorově, někdy i oficiálně, nazývána SIV a SIV 1 (po dokončení budov SIV 2 a SIV 3 pro odlišení). Po rozpadu SFRJ byl použit pouze název Palác Federace a po odchodu Černé Hory ze soustátí v roce 2006 začal být pro budovu používán neoficiální název Palác Srbska (Palata Srbije), nikdy však nebyla oficiálně přejmenována.

## Historie
Stavba paláce byla zahájena v červnu roku 1947, podle projektu přihlášeného do výběrového řízení záhřebskými architekty, Vladimírem Potočnjakem, Antonem Ulrichem, Zlatko Najmanem a Dragicou Perakem , stavba byla také jedním z prvních objektů Nového Bělehradu. Jako hlavní kritérium pro výběr tohoto projektu v soutěži vyzdvihla porota jeho funkčnost a monumentální charakter. Navrhoval stavbu monumentálního volně stojícího paláce se základnou ve tvaru H (v cyrilici H = lat. N). Z hlediska stylu jde o syntézu dvou principů – modernismu, blízkého corbusovskému chápání architektury a monumentálnímu, který se opírá o projekty sovětské architektury socialistického realismu. Stavba byla zastavena v roce 1949, kdy byla provedena pouze skeletová konstrukce bočních křídel a částečně i konstrukce střední části budovy. K víceletému přerušení prací došlo v důsledku sociopolitických změn na konci padesátých let minulého století, které ovlivnily konečný vzhled budovy během pokračování prací. Palác byl původně koncipován jako součást souboru budov veřejné správy, ale takový program byl změněn přijetím obecného urbanistického plánu Bělehradu v roce 1950, podle kterého potom, spolu s hotelem „Jugoslávie“, zůstal osamělý na pravém břehu Dunaje. S rozhodnutím pokračovat v práci bylo dokončení projektu svěřeno bělehradskému architektovi Mihailu Jankovićovi  a projektovému úřadu „Stadion“, pod jehož dohledem byla stavba budovy realizována v období od roku 1955 do roku 1961. Budova byla postavena na zasypané a písčité půdě brigádami práce a mládeží z celé Jugoslávie.

### Architektura a interiér

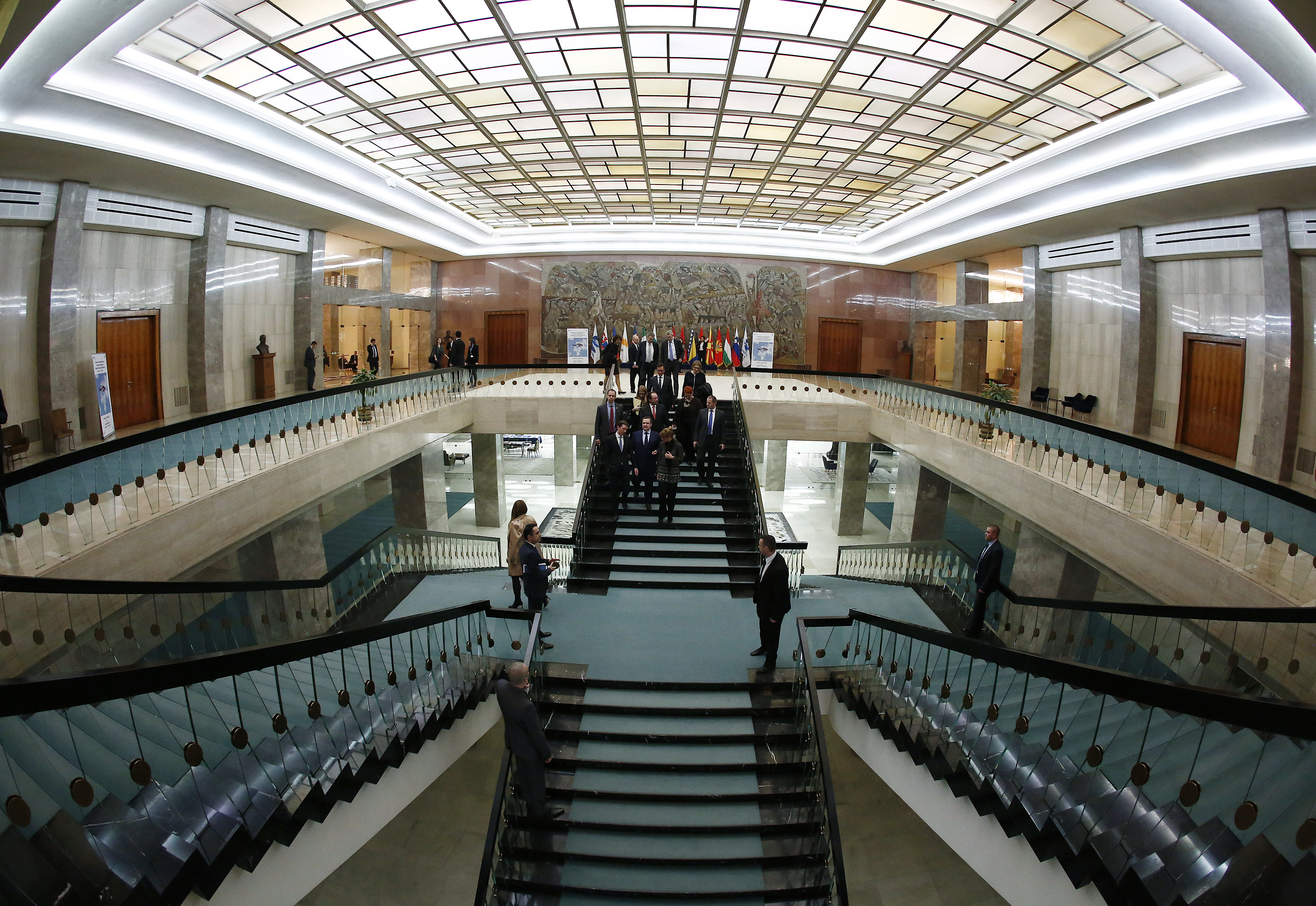
Interiér paláce federace, rok 2005

Projekt architekta Jankoviće a jeho týmu přinesl významné změny jak ve vnitřní organizaci, tak ve vnějším designu budovy. Z původního projektu zachovával městské dispozice, základní prvky a vzájemné vztahy jednotlivých traktů, přičemž hlavní změny nastaly ve vnitřní organizaci prostoru. Podle změněného projektu byla vybudována centrální část budovy s obřadní síní, všechny okolní budovy, interiér a dokončení fasád. Přesunutím pozice slavnostního vchodu na jih získala celá budova, namísto řeky, výraznou orientaci k budoucímu osídlení. Nový projekt uspořádání interiéru paláce předpokládal kromě reprezentativní haly umístěné v prvním patře, nově navržené přístavby s řadou dalších sálů, zasedacích místností, dvaceti osmi kabinety pro členy Federální výkonné rady, asi šedesáti kancelářskými místnostmi a garážemi. Reprezentativní vnější vzhled odpovídá modernímu a luxusnímu designu interiéru, realizovanému také podle projektu architekta Mihaila Jankoviće, díky kterému je tato budova jedním z průkopnických příkladů „total designu“ v domácí výstavbě. Mramor pro obklad budovy byl dovezen z ostrova Brač. Unikátní návrh interiéru s četnými uměleckými díly a užitým uměním, které jsou nedílnou součástí budovy, dává paláci charakter jakési galerie jugoslávského umění 20. století. Interiér, stejně jako exteriér, měl vyjadřovat sílu, velikost, stabilitu a jednotu nové Jugoslávie. Projekt interiérového designu zajišťoval zejména umělecké zpracování stěn technikou mozaiky, graffiti a fresky, jakož i instalaci volně stojícího sochařství a reliéfu, o které se postarala zvláštní umělecká komise. Uspořádání salónů věnovaných každé ze šesti federálních republik bývalé SFRJ, umístěných ve střední části paláce, je založeno na zdůraznění tradičních motivů, charakteristických pro každou federální jednotku státu. Jugoslávský salon byl největší a zároveň nejreprezentativnější místností paláce. Zvláštností výzdoby tohoto salónu jsou monumentální fresky: Petra Lubarda  a Lazar Vujaklija , jakožto i triptych-mozaika Vznik Jugoslávie, dílo Mladena Srbinoviće  . Slavnostní charakter tohoto sálu zdůrazňuje zejména křišťálový lustr na kupoli s více než dvěma a půl tisíci žárovkami a o hmotnosti devíti tun.
Palác Federální výkonné rady, spolu s uměleckými díly a užitým uměním, které jsou jeho nedílnou součástí, byl v roce 2013 prohlášen za kulturní památku.